# 金平

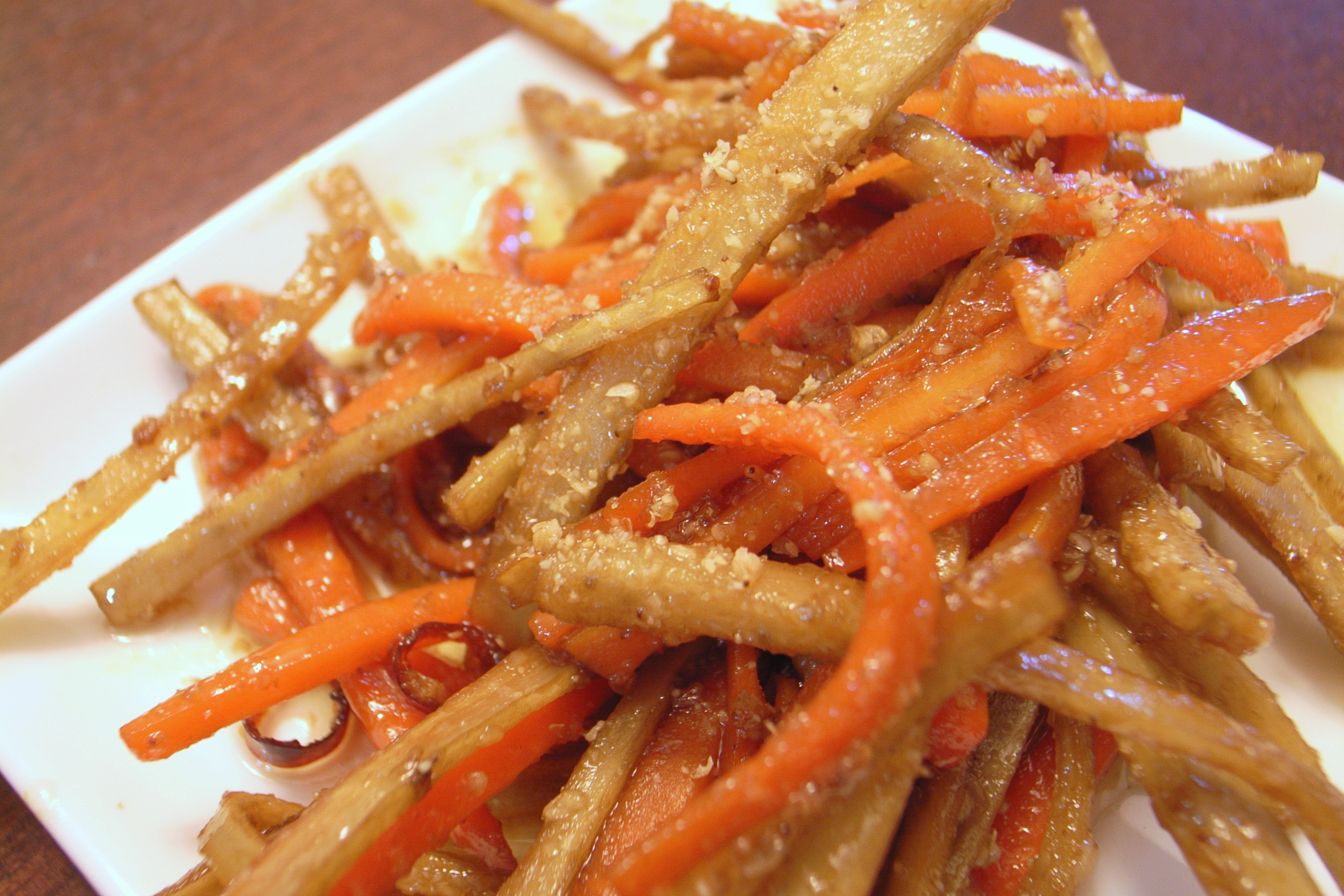
きんぴらごぼう

金平（きんぴら）は、日本食の惣菜の一つ。繊切りにした野菜を砂糖・醤油を用い甘辛く炒めたもの。特に繊切りまたは笹がきにしたゴボウを主に調理したものはきんぴらごぼうと呼ばれる。
材料としてはゴボウ、レンコン、ニンジンなどの根菜類が一般的だが、厚めに剥いたダイコンの皮や、ヤーコン、ウドなどで作られることもある。このほか、鶏肉や豚ばら肉を一緒に炒めたり、コンニャク、竹輪、さつま揚げなどの練り物を加えることもある。
味付は味醂（あるいは日本酒と砂糖）、醤油を基本とし、好みで鷹の爪を加えたりゴマや鰹節をトッピングに用いる。
金平という名前は金平浄瑠璃が流行ったころに浄瑠璃中の登場人物で金太郎として知られる坂田金時の息子・金平から名付けられたという。
江戸時代には伽羅牛蒡の名で呼ばれており、油では炒めず、唐辛子入りの生醤油で煮込んでから天日干しし、刻んだ唐辛子を漬けた酒で醤油と共にさらに煮込む料理であった（『黒白精味集』（1746年、延享3年）記載）。
金平牛蒡の語が文献に見いだされるのは、1800年代初期になってからである。